# Hildegard Spraul

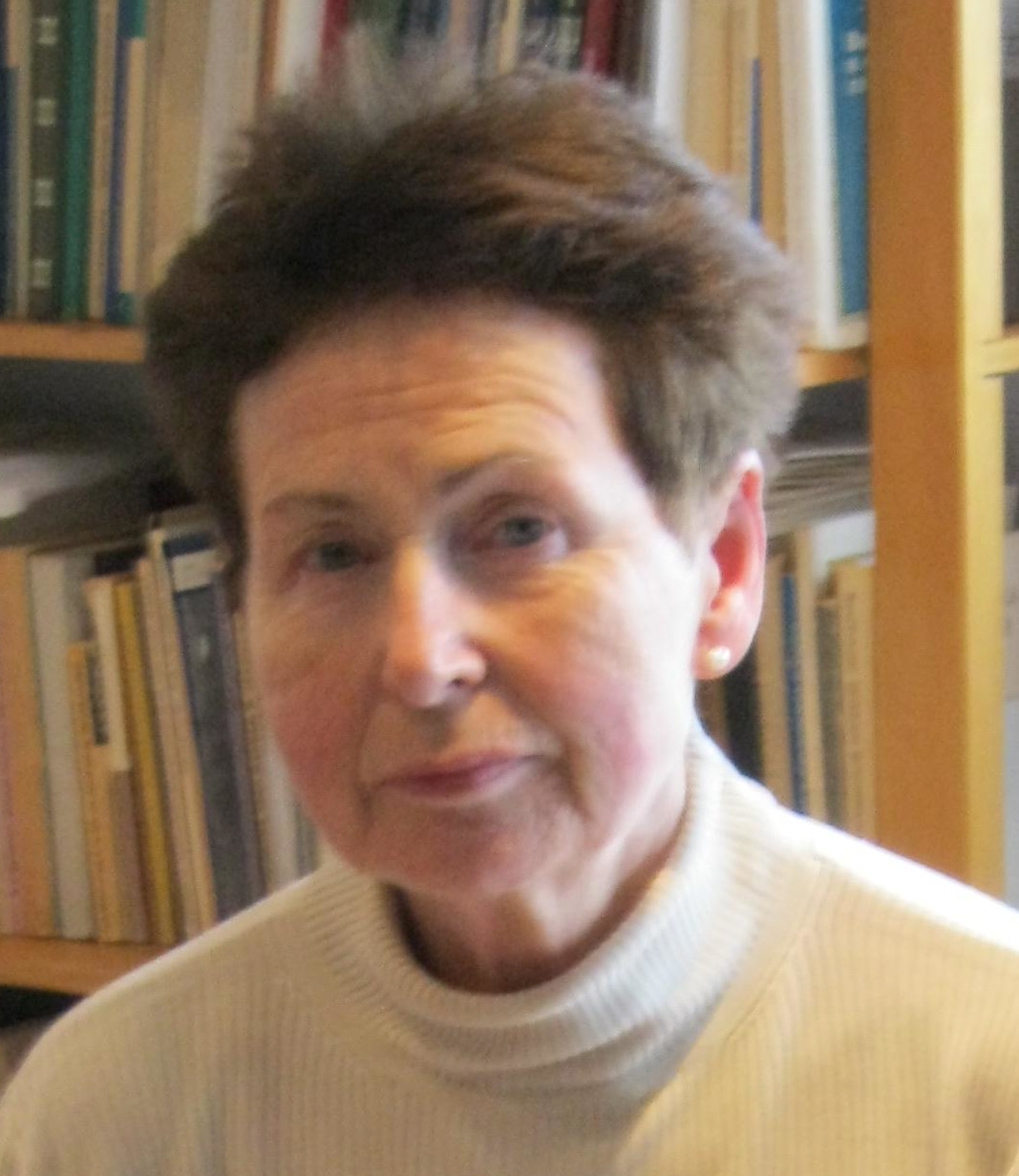
Hildegard Spraul 2015

Hildegard Spraul (* 22. Juni 1941 in Remscheid, geb. Schneider) ist eine deutsche Slawistin.

## Leben
Spraul studierte Slawistik, Germanistik und Philosophie an den Universitäten Bonn und Heidelberg. 1965 wurde sie an der Universität Heidelberg mit der Dissertation zur Bildersprache des frühen Balmont bei Dmitrij Tschižewskij promoviert.
Von 1966 bis 1967 war sie DFG-Stipendiatin an der Lomonossow-Universität Moskau. Nach ihrer Tätigkeit als Lektorin für Russisch an der Universität Heidelberg übernahm sie 1972 die Leitung der Russischen Abteilung der Fachrichtung für Übersetzen und Dolmetschen an der Universität des Saarlandes, die sie bis 1995 innehatte. Sie habilitierte sich 1983 an der Universität Göttingen mit der Monographie „Zur Satzsemantik russischer Sätze mit freien Adverbialen“. 1990 wurde sie an der Universität des Saarlandes zur außerplanmäßigen Professorin ernannt.
Von 1996 bis 2006 war sie Leiterin von Kooperationsprojekten der Universität des Saarlandes mit der Staatlichen Universität Rostow am Don und der Staatlichen Universität Tjumen in Westsibirien.
2000 wurde Hildegard Spraul der Ehrendoktortitel der Staatlichen Universität Rostow am Don verliehen.

## Forschungsschwerpunkte
Sprauls Forschungsschwerpunkte sind Syntax, Semantik, Sprachwandel, Kulturgeschichte, Fremdsprachendidaktik, Translationsdidaktik und Fachsprache.

## Monographien
- Hildegard Schneider: Der frühe Bal´mont. Untersuchungen zu seiner Metaphorik. Wilhelm Fink, München 1970.
- Hildegard Spraul: Untersuchungen zur Satzsemantik russischer Sätze mit freien Adverbialen. Am Beispiel von Lokal-, Temporal- und Modaladverbialen. Otto Sagner, München 1986.
- Hildegard Spraul, M. Sycheva: Einführungskurs Russisch. Phonetik. Puschkin, Köln 1993.
- Hildegard Spraul, Wolfgang Peters (Hrsg.): Русский язык в переломное время: 1985–1995 г.г. Otto Sagner, München 1996.
- Hildegard Spraul, Valerij D. Gorjanskij: Integriertes Lehrbuch der russischen Sprache Band 1. Für Anfänger. Band 2. Für Fortgeschrittene. Band 3.1 und 3.2. Russisch als Fremdsprache. Materialien zum Russischunterricht. Helmut Buske, Hamburg 2006.
- Hildegard Spraul: Landeskunde Russland für Übersetzer. Sprache und Werte im Wandel. Ein Studienbuch. Frank & Timme, Berlin 2015.

## Schriften
Spraul publiziert in deutscher und russischer Sprache. Einige Aufsatztitel:
- Zur Diathese mit –sja und się im modernen Russisch und Polnisch. Otto Sagner, München 1987.
- Zur syntaktischen Rolle der freien Adverbiale aus transformationeller Sicht (dargestellt am Russischen). Winter, Heidelberg 1988.
- Das lyrische Werk (russ.) von Konstantin D. Bal´mont. Kindler, München 1989.
- Konfrontative Grammatik und Übersetzen. Zum Problem der Analyseebenen beim Sprachvergleich Deutsch-Russisch. Gunter Narr, Tübingen 1990.
- Zur Frage der Relation zwischen Lexikon und Satz. de Gruyter, Oldenburg 1992.
- Das politische Schlagwort in der neuen russischen Presse (1995–1997). Zum Sprachwandel in der öffentlichen Rede. de Gruyter, Oldenburg 1998.
- Graphemik. Harrassowitz, Wiesbaden 1999.
- Zur Grammatik und Ebenen ihrer Beschreibung im Übersetzungsunterricht Russisch – Deutsch. Peter Lang, Frankfurt am Main 1999.
- Tanais. Marketing-E-Glossar R-D-R. Projekt zur Erfassung des russischen und deutschen Marketing-Wortschatzes, 2000. Online-Datenbank, nicht mehr zugänglich.[6]
- Ein Projekt zur Erfassung des russischen und deutschen Marketing-Wortschatzes. MDÜ, Saarbrücken 2000.
- Изучение русского языка в Германии (ХХ век). RGU, Rostow-na-Donu 2001.
- „Integriertes Lehrbuch der russischen Sprache“ – концепция и реализация. Moskau: Российский Новый Университет, 2008.
- О „Герметической Библиотеке“. Материалы о переводческой деятельности Н. И. Новикова и его кружка. Otto Sagner, München 2015.
- Zur Verschiedenheit von Sprachtypen unter translatorischem Aspekt. An Beispielen aus chinesischen, deutschen und russischen Texten. Frank & Timme, Berlin 2019.